# Charlie Wurz
Charlie Wurz (Monte Carlo, 2 december 2005) is een Oostenrijks-Brits autocoureur. Hij is de zoon van voormalig Formule 1-coureur Alexander Wurz. In 2022 won hij de titel in het Formule 4-kampioenschap van de Verenigde Arabische Emiraten en in 2023 werd hij kampioen in het Formula Regional Oceania Championship.

## Carrière

### Karting
Wurz begon zijn autosportcarrière in het karting in 2017. Hij reed wedstrijden in heel Europa, waaronder in de Rotax Max Challenge, diverse WSK-kampioenschappen en de FIA Karting Academy Trophy. In 2019 werd hij in de Rotax Max Junior-klasse derde in het Centraal-Europees kampioenschap en tweede in het Oostenrijks kampioenschap. In 2020 nam hij deel aan zowel het wereld- als het Europees kampioenschap karten. Tijdens zijn kartperiode werd hij gescout door de Ferrari Driver Academy, het opleidingsteam van het Formule 1-team van Ferrari, maar hij werd niet opgenomen als lid van het programma.

### Formule 4
In 2021 maakte Wurz de overstap naar het formuleracing en kwam hij uit in twee raceweekenden van het Italiaans Formule 4-kampioenschap voor het Prema Powerteam. Hij behaalde een vierde plaats op het Autodromo Vallelunga en twee achtste plaatsen op de Red Bull Ring, waardoor hij met 20 punten twintigste in de eindstand werd. Aan het eind van het jaar nam hij voor Abu Dhabi Racing by Prema deel aan de niet-kampioenschapsrace van het Formule 4-kampioenschap van de Verenigde Arabische Emiraten, die hij wist te winnen.
In 2022 kwam Wurz uit in het Formule 4-kampioenschap van de VAE voor Prema. Hij behaalde twee zeges op het Dubai Autodrome en eindigde in acht andere races op het podium. Met 255 punten werd hij gekroond tot kampioen in de klasse. Vervolgens reed hij in het volledige seizoen van de Italiaanse Formule 4, eveneens voor Prema, en in vier van de zes raceweekenden van het ADAC Formule 4-kampioenschap. In Italië won hij een race op het Autodromo Nazionale Monza en behaalde hij vijf andere podiumplaatsen. Met 198 punten werd hij achter Andrea Kimi Antonelli, Alex Dunne en Rafael Câmara vierde in de eindstand. In het ADAC-kampioenschap stond hij driemaal op het podium: twee keer op het Circuit Zandvoort en een keer op het Circuit de Spa-Francorchamps. Met 111 punten werd hij zevende in het klassement. Aan het eind van het jaar nam hij deel aan de Formule 4-klasse van de FIA Motorsport Games. Hij kwalificeerde zich als tweede, maar moest vanwege een lekke band in de kwalificatierace in de hoofdrace achteraan starten. Uiteindelijk kwam hij als elfde over de finish.

### Formule Regional
In 2023 begon Wurz het seizoen in het Formula Regional Oceania Championship, waarin hij voor M2 Competition uitkwam. Hij won vier races op Teretonga Park (tweemaal), Hampton Downs Motorsport Park en Taupo Motorsport Park. Daarnaast behaalde hij nog drie podiumplaatsen. Met 343 punten werd hij gekroond tot kampioen in de klasse. Vervolgens stapte hij over naar het Formula Regional European Championship (FREC), waarin hij voor ART Grand Prix reed. Hij behaalde zijn enige kampioenschapspunt met een tiende plaats in het eerste weekend op het Autodromo Internazionale Enzo e Dino Ferrari. Hij miste het weekend op het Circuit de Spa-Francorchamps vanwege een keelontsteking. Na het zesde van tien weekenden op het Circuit Paul Ricard verliet hij het kampioenschap.

### Euroformula Open

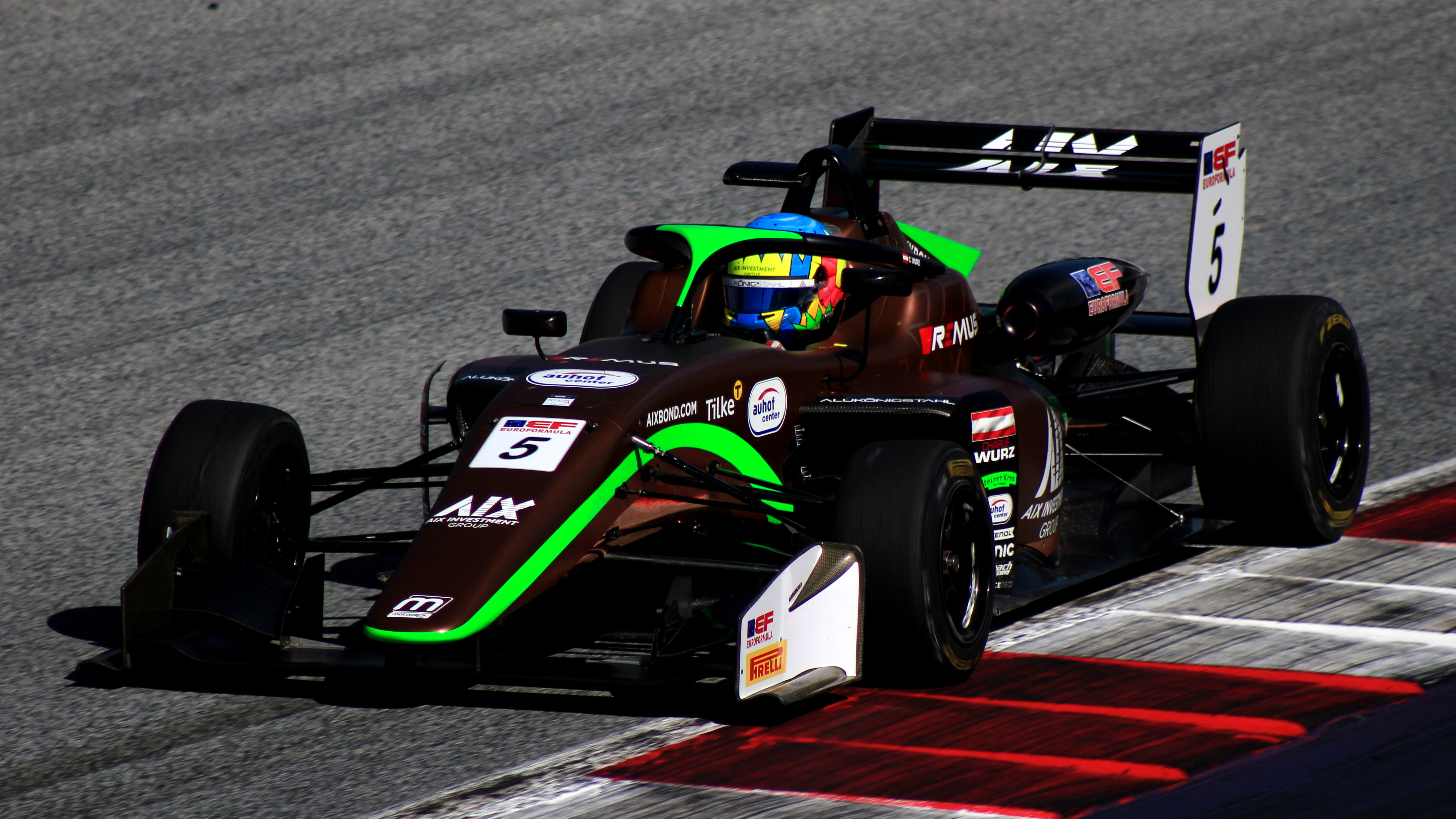
Charlie Wurz op de Red Bull Ring in 2023.

Nadat hij het FREC verliet, maakte Wurz het jaar 2023 af in de Euroformula Open, waarin hij voor het team CryptoTower Racing in de laatste vier racweekenden reed. Hij won een race op Monza en stond hiernaast nog vier keer op het podium. Met 139 punten eindigde hij als vijfde in het klassement.

### Formule 3
Aan het eind van 2023 maakte Wurz zijn Formule 3-debuut in de Grand Prix van Macau voor Jenzer Motorsport. Hij kwalificeerde zich als achttiende en eindigde in de kwalificatierace als elfde. Hij kwam in de hoofdrace niet aan de finish nadat hij schade opliep terwijl hij de auto van Paul Aron, die eveneens een ongeluk mee had gemaakt, moest ontwijken.
In 2024 debuteerde Wurz in het FIA Formule 3-kampioenschap bij Jenzer. Een vijfde plaats in de hoofdrace op het Albert Park Street Circuit was zijn enige top 10-finish van het seizoen. Met 10 punten eindigde hij op plaats 22 in het klassement.
In 2025 stapt Wurz binnen de Formule 3 over naar het team van Trident.

### Sportwagens
In 2021 reed Wurz in twee races van de Europese Porsche Sprint Challenge op de Hungaroring. Hij won de eerste race, waarin hij vanaf pole position startte, en werd derde in de tweede race. Aan het eind van het jaar nam hij deel aan vier races van het Porsche Sprint Challenge-kampioenschap van het Midden-Oosten, waarin hij driemaal wist te winnen. Hierdoor werd hij zesde in de GT4-klasse.